# Louis-Gabriel Bourbon-Leblanc
Louis-Gabriel Bourbon-Leblanc, né le 21 octobre 1813 à Amboise et mort le 7 janvier 1871 dans le 5e arrondissement de Paris,, est un artiste peintre français.

## Biographie
Élève de Antoine-Jean Gros et de Paul Delaroche, il participe aux Salons dès 1836 et obtient en 1857 une médaille de 2e classe.

## Œuvres
- Odalisque au perroquet, 1853 (Voir)
- Portrait de femme
- Académie d’homme
- L’avènement d’Henri IV
- Favorites au harem, 1854
- « Victis », allégorie de la Victoire, 1861
- Portrait de Médée, 1866
- Le sommeil de l'Enfant Jésus, 1863, Chapelle de Pompadour à Arnac-Pompadour